# Mycosphaerella laricina
Mycosphaerella laricina är en svampart som först beskrevs av R. Hartig, och fick sitt nu gällande namn av Walter Migula 1912. Mycosphaerella laricina ingår i släktet Mycosphaerella och familjen Mycosphaerellaceae.   Inga underarter finns listade i Catalogue of Life.